# Victor Estrada León
Víctor Estrada León (Lima, 1960) es un intérprete y compositor peruano de música andina. Destacado en los géneros tradicionales del huayno ancashino y chimayches.

## Biografía
Nació en la ciudad de Lima, de padres pomabambinos. En 2015, el congreso peruano lo reconoció junto a otros artistas ancashinos por su importante trayectoria musical al servicio del folklore ancashino y andino.

## Discografía
- Popurrí de chuscadas (2019)
- Popurrí de chimaiches (2022)

## Géneros musicales
- Chimayche
- Huayno ancashino
- Vals ancashino